# Mônica Salmaso

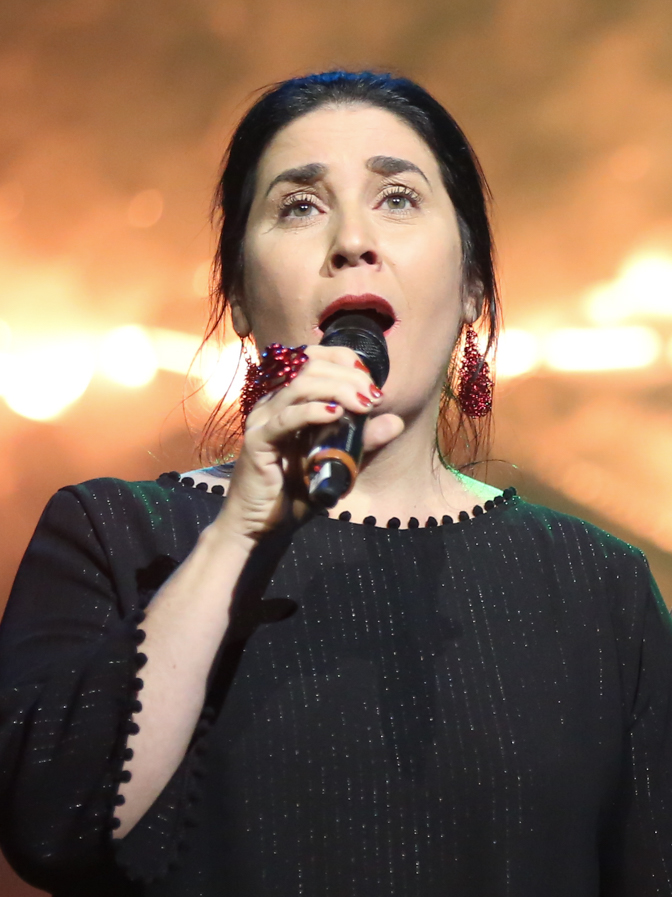
Mônica Salmaso in 2015

Mônica Salmaso (São Paulo, 27 februari 1971) is een Braziliaanse zangeres van populaire Braziliaanse muziek. Ze was eerste enige tijd actrice, maar ze stapte al snel over naar de muziek. In 1995 verscheen haar eerste solo-cd: Afro-sambas.
Salmaso zingt onder meer composities van Heitor Villa-Lobos, Braziliaanse walsen uit het begin van de 20e eeuw, oude samba's en liederen van Tom Jobim. Salmaso staat bekend om haar warme en zuivere mezzo-sopraanstem, en ziet technisch moeilijkere zangpartijen als een uitdaging.
Op haar eerste solo-album in 1995 Afro-sambas herinterpreteert ze de legendarische plaat uit de 60's van Baden Powell en Vinícius de Moraes, uitsluitend begeleid door klassiek gitarist Paulo Bellinati. Ze werd er meteen mee genomineerd voor de Prêmio Sharp als beste zangeres van MPB (Braziliaanse Populaire Muziek).
Haar volgende albums worden ook uitgebracht in verschillende Europese landen, Japan, de Verenigde Staten, Canada en Mexico.
In 1999 won ze dezelfde (hernoemde) nationale muziekprijs Prêmio Visa MPB – Vocal Edition. Uit 1200 deelnemers werd zij unaniem gekozen door zowel de jury als het publiek.
In hetzelfde jaar werd ze winnares van de prestigieuze "Prêmio da Associação Paulista dos Críticos de Arte (APCA)" en haar cd Voadeira werd door de pers omschreven als een van de beste van het jaar.
Sinds 1998 trad ze ook op met het twaalfkoppige ensemble Orquestra Popular de Câmara. Hier was ze - zo brekend met de grote zangerstraditie in Brazilië - vaak eerder een muzikante tussen de anderen, door met haar stem zonder woorden een van de instrumenten in het geheel te vormen.
Ze werkte mee aan de muzikale film Vinícius over het leven van dichter-liedschrijver Vinícius de Moraes.
Haar conceptalbum Noites de Gala, Samba na Rua, met de groep Pau Brasil, uit 2007 is helemaal gewijd aan de muziek van de beroemde Braziliaanse singer-songwriter Chico Buarque.
Ze treedt zowel op met grote bands en orkesten, maar - omwille van de puurheid die ze telkens nastreeft - meestal met kleine bezettingen en verfijnde instrumentatie; vaak vooral begeleid door piano en fluiten. Voor het album (ook uitgebracht op livealbum en dvd) Alma Lírica Brasileira wordt ze begeleid door twee topmuzikanten: haar echtgenoot Teco Cardoso op fluiten en saxofoons, en de pianist (en componist) Nelson Ayres, terwijl Salmaso ook zelf verschillende soorten percussie verzorgt.
Het album kreeg - net als eerder "Noites de Gala, Samba na Rua" - een nominatie voor Beste MPB Album bij de 2007 Latin Grammy Awards.

## Discografie
- Caipira - 2017
- Corpo de Baile - 2014
- Alma Lírica Brasileira (dvd) - 2013
- Alma Lírica Ao vivo (live) - 2012
- Alma Lírica Brasileira - 2011
- Noites de Gala, ao vivo - 2009 (opgenomen 2008)
- Noites de Gala, Samba na Rua (dvd) - 2008
- Nem 1 ai - 2008 (opgenomen 2000)
- Noites de Gala, Samba na Rua - 2007
- Iaiá - 2004
- Voadeira - 1999
- Trampolim - 1998
- Afro-sambas - 1995